# Црква Светог архангела Гаврила у Багрдану
Црква Светог архангела Гаврила у Багрдану подигнута је 1869. године на месту где је била старија црква о којој се релативно мало зна. Како је црква саграђена за време владавине књаза Милоша Обреновића, може се претпоставити да је стара багрданска црква саграђена, највероватније, негде између почетка 1833. и средине 1836. године.

## Историја
До успона црквеног живота у Србији долази почетком деветнаестог века, после устанака 1804. и 1815. године када се формира млада српска држава. У њој православна вера заузима истакнуто место као званична државна вероисповест. Зато је борба за црквену самосталност била један од најважнијих националних и државотворних задатака још у време Првог и Другог српског устанка. 
Црквену аутономију издејствовао је од Османлија кнез Милош Обреновић умешном дипломатијом која је резултовала добијањем Хатишерифа 1830. године. Тада су Срби добили право да постављају своје владике и да слободно граде православне храмове. Након тога креће талас велике обнове парохијског живота у Кнежевини Србији који је подразумевао интензивну изградњу нових и обнову постојећих храмова.
У склопу тих промена у Србији 30-тих година 19. века у Багрдану прво настаје Стара црква чатмара — Светог арханга Михаила, а потом на њеним темељима 1869. године данашња нова црква — Светог архангела Гаврила.
Оснивањем самосталне Епархије шумадијска са седиштем у Крагујевцу, 7. маја 1947. године, овој епархији припала су намесништва: крагујевачко, лепеничко, темнићко, левачко, беличко, јасеничко, космајско, опленичко и колубарско-посавско. По овој црквеној организацији црква Светог архангела Гаврила у Багрдану ушла је у састав Архијерејског намесништва беличког.

### Стара црква — Светог архангела Михаила
У старој цркви, саграђеној с почетка 19. века првобитно је био храм Светог архангела Михаила а не Гаврила као код нове цркве. Она је била саграђена од чатме па облепљена блатом и сламом. Од утвари црквених багрданска црква је поседовала: један путир, један крст, 15 икона, 7 кандила, једну кадионицу, једну звездицу, једну кашику, једно копље, 2 дискоса, једну петохљебницу, једно звонце, 3 чирака, један тасић и једну кутију за агнец. Стара багрданска црква је према Списку из 1836. године имала 15 икона и није поседовала темло.
Црквена порта
Црква није имала звона као ни покретно ни непокретно имање. Једино је у порти постојало (а и данас постоји) једно врло старо здање у коме је 1842. радила школа.

### Нова црква — Светог архангела Гаврила
На месту ове старе цркве чатмаре саграђена је 1869. године данашња црква Светог архангела Гаврила, која је 21. новембра 1869. године, по овлашћењу митрополита Михаила, освећена од стране протојереја Миладина Милићевића протопрезвитера окружја јагодинског, иначе пароха варваринског. 
Црква и звоник су реновирани 2012. године. Пројекат реновирања спомен-костурнице је у процесу израде. 
Црква је седиште парохије и црквене општине Багрданске, која богослужбену делатност обавља у саставу Архијерејског намесништва Беличког Епархије шумадијске. 
Црква је духовно средиште житеља села Багрдан, Доњи Рачник и Горњи Рачник.

### Изглед
Нова црква је једнобродна грађевина са малим торњем без кубета. Унутрашњост је подељена пиластрима на четири дела. Црква је живописана 1987. године од стране господина Зорана Ђорђевића о чему сведочи и натпис на фресци изнад улазних врата.
Црквена порта
У порти цркве се налази Костурница српских војника, настрадалих у периоду 1914—1915. године. Такође постоји и летњиковац новијега датума градње са гарнитуром за седење парохијана.